# Echinoteuthis
Echinoteuthis is een geslacht van inktvissen uit de  familie van de Mastigoteuthidae.

## Soorten
- Echinoteuthis atlantica (Joubin, 1933)
- Echinoteuthis danae Joubin, 1933
- Echinoteuthis famelica (Berry, 1909)